# Liste der Kulturdenkmale in der Gmina Osiecznica
In der Liste der Kulturdenkmale in der Gmina Osiecznica sind alle Kulturdenkmale der Gmina Osiecznica, zugehörig zum Powiat Bolesławiecki in der polnischen Woiwodschaft Niederschlesien, aufgelistet. Grundlage ist die Veröffentlichung der Denkmalliste des Narodowy Instytut Dziedzictwa (NID, deutsch Nationales Institut für Kulturerbe) für die Woiwodschaft Niederschlesien vom 30. September 2022. Die folgenden Angaben ersetzen nicht die rechtsverbindliche Auskunft der Denkmalbehörde.

## Legende
- Lage: Angabe von Ort, Straßenname und Hausnummer des Kulturdenkmals. Der Link Standort führt zu verschiedenen Kartendarstellungen und nennt die Koordinaten des Kulturdenkmals.
- Objekt: Name, Bezeichnung oder die Art des Kulturdenkmals.
- Beschreibung: gibt die baulichen und geschichtlichen Einzelheiten des Kulturdenkmals an, vorzugsweise die Denkmaleigenschaften.
- NID-Nr.: Registriernummer des Kulturdenkmals entsprechend den Listen des Narodowy Instytut Dziedzictwa (NID, deutsch Nationalinstitut für Kulturerbe). Sie identifiziert das Kulturdenkmal eindeutig.
- Bild: zeigt ein Bild des Kulturdenkmals und gegebenenfalls einen Link zu weiteren Fotos des Kulturdenkmals im Medienarchiv Wikimedia Commons.

## Denkmalliste nach Ortsteilen
Die denkmalgeschützten Objekte werden entsprechend der Denkmalliste nach Ortsteilen aufgelistet.

### Kliczków(Klitschdorf)
| Lage                   | Objekt                                 | Beschreibung | NID-Nr.    | Bild           |
| ---------------------- | -------------------------------------- | --- | ---------- | -------------- |
| Kliczków (Standort)    | Dreikönigskirche                       | Saalkirche, 16. Jahrhundert | A-1968/424 | weitere Bilder |
| Kliczków (Standort)    | Friedhofsmauer                         | Mauer des Friedhofs an der Dreikönigskirche, erste Hälfte des 17. Jahrhunderts | A/5856     | BW             |
| Kliczków (Standort)    | Schlosskomplex                         | Denkmalensemble, zugehörig Schloss Kliczków (Schloss Klitschdorf), Schlosspark, Jagdhaus sowie mehrere Wohn- und Wirtschaftsgebäude (14. bis frühes 19. Jahrhundert) | 737/A/06   | weitere Bilder |
| Kliczków (Standort)    | Schloss Kliczków (Schloss Klitschdorf) | Bereits 1391 kam Klitschdorf in den Besitz der ursprünglich sächsischen Familie von Rechenberg. In der zweiten Hälfte des 16. Jahrhunderts wurde das Hauptgebäude im Stil der Renaissance errichtet. Ab 1881 wurde die Schlossanlage erheblich ausgebaut und dabei unter anderem der repräsentative Schlosspark angelegt. Bis 1945 war es Hauptsitz des Adligen Friedrich zu Solms-Baruth. Den Krieg überstand es nahezu unbeschadet. Nach der politischen Wende und der Gründung der Dritten Polnischen Republik übernahm ein Investor das Schloss und baute es zu einem Konferenz- und Erholungszentrum um. | A/5494/452 | weitere Bilder |
| Kliczków (Standort)    | Schlosspark                            | Anlage im Zuge der Neugestaltung der Schlossanlage ab 1881 durch die Architekten Karl von Großheim und Heinrich Joseph Kayser. | 716/J      | weitere Bilder |
| Kliczków 26 (Standort) | Jagdhaus                               | ehemaliges Jagdhaus, heute landwirtschaftlich genutzt, 18./19. Jahrhundert | 660/A/05   | BW             |
| Kliczków 7 (Standort)  | Schatzmeisterhaus                      | ehemaliges Schatzmeisterhaus, heute Wohnhaus, 18./19. Jahrhundert | 661/A/05   | BW             |
| Kliczków 5 (Standort)  | Witwenhaus                             | ehemaliges Witwenhaus, erbaut 1920 | 662/A/05   | BW             |
| Kliczków 11 (Standort) | Bauernhaus                             | erbaut 1901 | 663/A/05   | BW             |
| Kliczków 12 (Standort) | Landarbeiterhaus                       | datiert 1870/1910 | 664/A/05   | BW             |
| Kliczków (Standort)    | Neues Bauernhaus                       | datiert erstes Viertel des 20. Jahrhunderts, mit Landarbeiterhaus, Pferdestall mit Kutschenhaus, Scheune und Stellmacherei. | A/1219/1-4 | weitere Bilder |

### Ławszowa(Lorenzdorf)
| Lage                | Objekt              | Beschreibung | NID-Nr.     | Bild |
| ------------------- | ------------------- | --- | ----------- | ---- |
| Ławszowa (Standort) | Evangelische Kirche | ehemals evangelische Kirche, heute römisch-katholische Kirche der Unbefleckten Empfängnis der Heiligen Jungfrau Maria. Erbaut 1823–26. | A/2131/2003 | BW   |

### Osiecznica(Wehrau)
| Lage                  | Objekt   | Beschreibung                | NID-Nr.     | Bild     |
| --------------------- | -------- | --------------------------- | ----------- | -------- |
| Osiecznica (Standort) | Wohnhaus | datiert ins 18. Jahrhundert | A/5391/2007 | Wohnhaus |

### Parowa(Tiefenfurt)
| Lage              | Objekt                             | Beschreibung                               | NID-Nr. | Bild           |
| ----------------- | ---------------------------------- | ------------------------------------------ | ------- | -------------- |
| Parowa (Standort) | Pfarrkirche St. Antonius von Padua | datiert zweite Hälfte des 18. Jahrhunderts | 27/A/00 | weitere Bilder |

### Tomisław(Thommendorf)
| Lage                | Objekt | Beschreibung | NID-Nr. | Bild           |
| ------------------- | ------ | --- | ------- | -------------- |
| Tomisław (Standort) | Kirche | Denkmalensemble mit römisch-katholischer Kirche des Heiligen Franz von Assisi (datiert 1689, 1836), Glockenturm (datiert 1699), Friedhof und Einfriedung (Zaun mit Tor, 17. Jahrhundert) | 79/A/02 | weitere Bilder |